# William Henry Ireland
William Henry Ireland (ur. 2 sierpnia 1775 w Londynie, 17 kwietnia 1835 tamże) – angielski powieściopisarz i poeta, fałszerz literatury.

## Życiorys
W 1794 roku, chcąc zadowolić swojego ojca, admiratora twórczości Szekspira, zaczął fabrykować pisma poety. Wśród fałszerstw znalazły się rękopisy Króla Leara i Hamleta, wiersze, listy miłosne i korespondencja (w tym list do Anne Hathaway wraz z puklem jej włosów), a także portrety Szekspira i dotyczące go dokumenty. Mistyfikacja odniosła skutek i wywołała wielkie poruszenie, a oszustwu dali się zwieść eksperci i czołowe autorytety literackie ówczesnej epoki, m.in. James Boswell i James Boaden. Sfałszowane pisma ukazały się drukiem w 1795 roku pod tytułem Miscellaneous Papers. Żywot mistyfikacji okazał się jednak krótki, już w 1796 roku badacz twórczości Szekspira, Edmond Malone, w rozprawie An Inquiry into the Authenticity of Certain Miscellaneous Papers wykazał Irelandowi fałszerstwo. 2 kwietnia 1796 roku w Theatre Royal przy Drury Lane odbyła się premiera i jednocześnie jedyna inscenizacja sfabrykowanej sztuki Vortigern, zakończona spektakularną klęską. Druga z napisanych przez Irelanda „szekspirowskich” sztuk, Henryk II, w ogóle nie doczekała się swojej premiery. Jeszcze w tym samym roku autor wydał pamflet An Authentic Account of the Shaksperian Manuscripts, w którym przyznał się do fałszerstwa.
Po ujawnieniu mistyfikacji Ireland kontynuował działalność pisarską, wydając pod własnym nazwiskiem kilka powieści gotyckich: The Abbes (1799), Rimualdo (1800), Gondez the Monk (1805) czy The Catholic (1807). Napisał także sztukę Mutius Scaevola (1801), która nie została jednak nigdy wystawiona.